# 2016年夏季奥林匹克运动会多米尼克代表团
2016年夏季奥林匹克运动会多米尼克代表团是多米尼克所派出的2016年夏季奥林匹克运动会代表团，该代表团派出Yordanis Durañona和西娅·拉丰参加该届赛事，两人分别参加男子和女子三级跳远的比赛。最终两人均没能晋级决赛。

## 田径
多米尼克共有两名田径运动员获得奥运资格，两人均参加三级跳远赛事，其中男选手Yordanis Durañona在限定时间内达到了国际田径联合会制定的参赛资格标准成绩，直接获得资格；女选手西娅·拉丰尽管未在规定时间内达到相应标准成绩，她依然凭借国际田联授予的一个外卡席位获得参赛资格。
注
- Note – 径赛运动员的预赛排名是该运动员所在小组的排名，而非总排名
- Q = 直接晋级至下一轮
- q = 径赛：因在所有未直接晋级选手中成绩靠前而获得剩下的晋级名额；田赛：未达到晋级标准成绩但总排名靠前
- NR = 国家纪录
- N/A = 该小项无此轮比赛
- Bye = 轮空

田赛
| 运动员            | 项目         | 预赛  | 预赛 | 决赛   | 决赛   |
| 运动员            | 项目         | 成绩  | 排名 | 成绩   | 排名   |
| ----------------- | ------------ | ----- | ---- | ------ | ------ |
| Yordanis Durañona | 男子三級跳遠 | NM    | —    | 未晋级 | 未晋级 |
| 西娅·拉丰         | 女子三級跳遠 | 12.82 | 37   | 未晋级 | 未晋级 |